# Torrescárcela
Torrescárcela è un comune spagnolo di 165 abitanti situato nella comunità autonoma di Castiglia e León.